# 多摩中継局

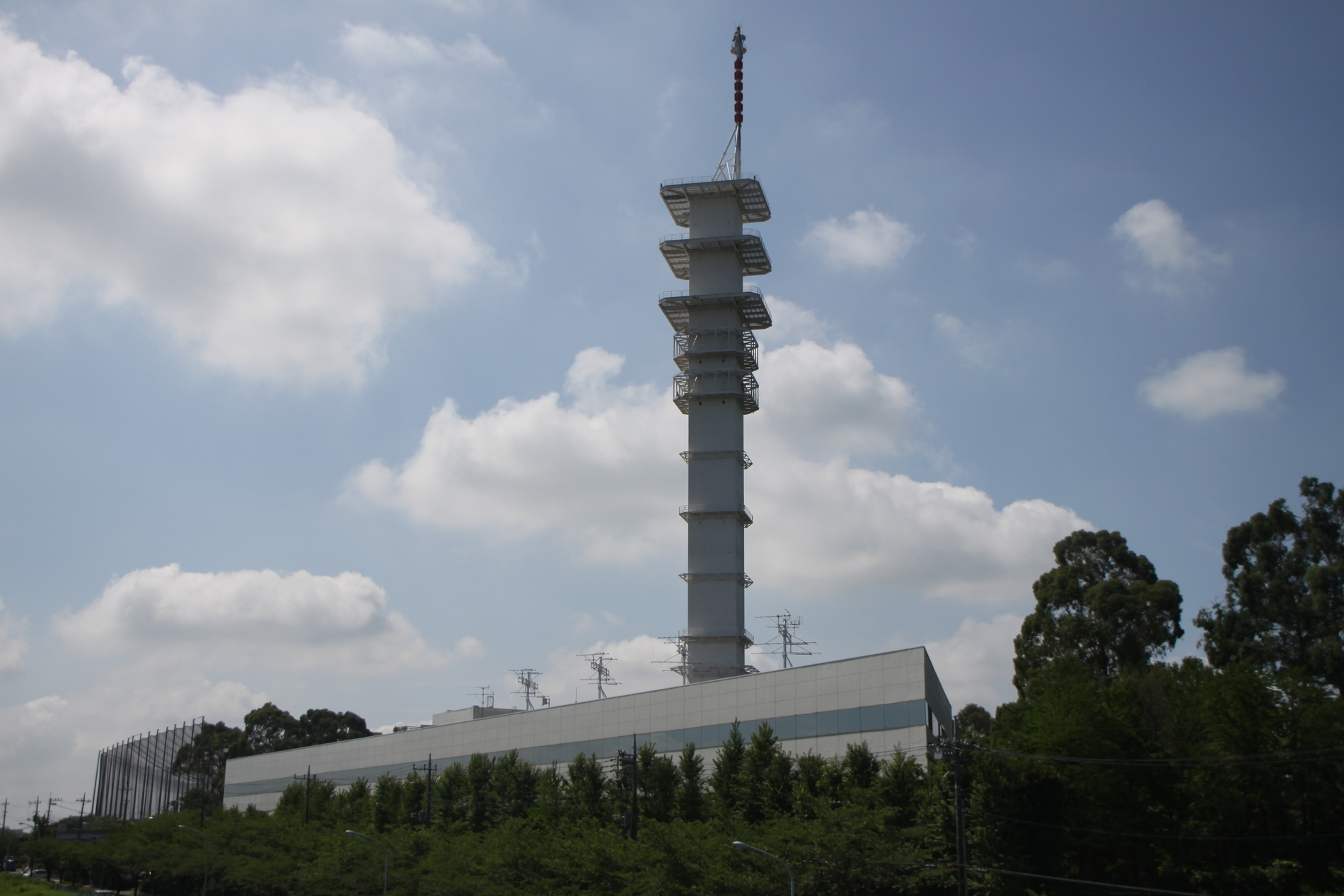
多摩中継局

多摩中継局（たまちゅうけいきょく）は東京都多摩市に置かれていた多摩地域最大のテレビ中継局である。

## 概要
多摩地域のほとんどでは基本的に東京タワーから送信される電波を直接受信していたが、東京一極集中が加速していくにつれ建築物の高層化など人為的理由による受信障害がより顕著となり、その対策が課題となっていた。
そこで、1980年代後半に多摩市の現KDDI多摩ネットワークセンターにUHF波によるテレビ中継局としてこの中継局が設けられた。当初はローチャンネルだったが、地上デジタル放送開始に伴うアナアナ変更によりハイチャンネルに移行した。
そのデジタル放送では当初、東京都を放送対象地域に含む地上波テレビ全局の中継局が設けられることとなっていたが、東京タワーからのデジタル波はアナログテレビに換算すると広域局で100kW相当とかなり強力だったため、多摩局カバーエリアの大半の地域で問題なく受信できた事から、総務省は2007年12月12日、都域局のTOKYO MXを除く多摩中継局のチャンネル割り当てを削除することを決定。2008年2月6日、官報で告示された。
多摩中継局エリアのうち東京タワーからのデジタル波の受信が困難な町田市三輪地区には鶴川中継局が2010年3月31日に、多摩市永山地区には永山中継局が2010年7月15日に新たに設置された。また東京タワーからの電波が受信できないなどの理由から、八王子中継局にデジタルテレビ中継局が2009年10月1日に開局された。
さらにその後、TOKYO MXの中継局自体についても八王子局への混信障害を引き起こす恐れが出たため総務省は方針を転換。多摩中継局はアナログ終了とともに全廃することが決まり2009年11月2日、官報で告示された（平成21年総務省告示第508号）。

## 中継局概要
- 設置場所：多摩市南野3丁目13番地 KDDI多摩ネットワークセンター

### アナログテレビ置局状況（廃止時点）
括弧内は、アナアナ変換前のチャンネル。
| チャンネル | 放送局名    | 空中線電力 （映像/音声） | ERP （映像/音声） | 放送対象地域 | 放送区域内世帯数 |
| ---------- | ----------- | ------------------------ | ----------------- | ------------ | ---------------- |
| 47（32）   | NHK東京教育 | 200W/50W                 | 1.4kW/音声350W    | 全国         | 約20万世帯       |
| 49（30）   | NHK東京総合 | 200W/50W                 | 1.4kW/音声350W    | 関東広域圏   | 約20万世帯       |
| 51（26）   | 日本テレビ  | 200W/50W                 | 1.4kW/音声350W    | 関東広域圏   | 約20万世帯       |
| 53（24）   | TBSテレビ   | 200W/50W                 | 1.4kW/音声350W    | 関東広域圏   | 約20万世帯       |
| 55（22）   | フジテレビ  | 200W/50W                 | 1.4kW/音声350W    | 関東広域圏   | 約20万世帯       |
| 57（20）   | テレビ朝日  | 200W/50W                 | 1.4kW/音声350W    | 関東広域圏   | 約20万世帯       |
| 59（18）   | テレビ東京  | 200W/50W                 | 1.4kW/音声350W    | 関東広域圏   | 約20万世帯       |
| 61（28）   | TOKYO MX    | 100W/25W                 | 690W/170W         | 東京都       | 約20万世帯       |

放送エリアは以下の市町村のそれぞれ広範囲又は一部地域。
東京都
多摩市、八王子市、立川市、三鷹市、府中市、調布市、町田市、国分寺市、国立市及び稲城市
神奈川県
横浜市のうち青葉区、緑区、都筑区、瀬谷区及び旭区並びに川崎市のうち多摩区、宮前区及び麻生区並びに相模原市、大和市並びに座間市

### 幻となったデジタルテレビ置局計画
| ID | 放送局名    | 物理チャンネル | 空中線電力 | 放送対象地域 |
| -- | ----------- | -------------- | ---------- | ------------ |
| 1  | NHK東京総合 | 27             | 20W        | 関東広域圏   |
| 2  | NHK東京教育 | 26             | 20W        | 全国         |
| 4  | 日本テレビ  | 25             | 20W        | 関東広域圏   |
| 5  | テレビ朝日  | 24             | 20W        | 関東広域圏   |
| 6  | TBSテレビ   | 22             | 20W        | 関東広域圏   |
| 7  | テレビ東京  | 23             | 20W        | 関東広域圏   |
| 8  | フジテレビ  | 21             | 20W        | 関東広域圏   |
| 9  | TOKYO MX    | 20             | 10W        | 東京都       |